# Sphecodosoma beameri
Sphecodosoma beameri är en biart som först beskrevs av Richard Mitchell Bohart 1965.  Sphecodosoma beameri ingår i släktet Sphecodosoma och familjen vägbin. Inga underarter finns listade i Catalogue of Life.